# Лугове (Грачовський район)
Лугове́ (рос. Луговое) — село у складі Грачовського району Оренбурзької області, Росія.

## Населення
Населення — 24 особи (2010; 50 у 2002).
Національний склад (станом на 2002 рік):
- росіяни — 82 %